# Carol Shields
Carol Ann Shields, född 2 juni 1935 i Oak Park, Illinois, död 16 juli 2003 i Victoria, British Columbia, var en amerikanskfödd kanadensisk författare. Hon är mest känd för sin roman The Stone Diaries (1993; på svenska Stendagböckerna, 1994) som vann bland annat Pulitzerpriset och Governor General's Awards.
Som utbytesstudent i Skottland 1956 träffade hon Donald Hugh Shields. De gifte sig 1957 och flyttade till Kanada. De fick en son och fyra döttrar.
1977 blev hon professor vid the University of Ottawa. Senare undervisade hon vid University of British Columbia. 1980 flyttade familjen till Winnipeg, Manitoba. Det var här som hon skrev de flesta av sina böcker. Hon blev professor i engelsk litteratur vid University of Manitoba. Hon dog av bröstcancer år 2003 vid en ålder av 68 år.
Shields dotter Anne Giardini är även hon författare.